# Emāmzādeh Khātūn
Emāmzādeh Khātūn (persiska: اِمامزادِه خاتون, پَريدَرِ اَبُو هَسَن, پَری دَر اَبو الحَسَن, امامزاده خاتون) är en ort i Iran.   Den ligger i provinsen Hamadan, i den nordvästra delen av landet, 290 km sydväst om huvudstaden Teheran. Emāmzādeh Khātūn ligger 2 056 meter över havet och antalet invånare är 271.
Terrängen runt Emāmzādeh Khātūn är kuperad. Runt Emāmzādeh Khātūn är det ganska tätbefolkat, med 54 invånare per kvadratkilometer. Närmaste större samhälle är Komāzān, 11,2 km norr om Emāmzādeh Khātūn. Trakten runt Emāmzādeh Khātūn består i huvudsak av gräsmarker.